# Antigone (Tochter des Eurytion)
Antigone (altgriechisch Ἀντιγόνη Antigónē) von Phthia war in der griechischen Mythologie die Tochter des Eurytion, dem König von Phthia.
Als Peleus wegen der Tötung seines Halbbruders Phokos verbannt wurde, kam er zu Eurytion und erhielt Antigone zur Frau und ein Drittel des Landes. Sie hatten eine Tochter Polydora. Auf der Jagd nach dem Kalydonischen Eber tötete Peleus jedoch aus Versehen Eurytion mit seinem Speer. Deshalb floh er ein zweites Mal und kam zu Akastos von Iolkos. Astydameia, die Gattin des Akastos, wollte Peleus verführen. Da dieser jedoch kein Interesse zeigte, sandte sie eine Botschaft an Antigone, in der sie angab, Peleus wolle sich mit Sterope, der Tochter des Akastos vermählen. Als Antigone die Nachricht erhielt, erhängte sie sich.